# Crotalus oreganus
Espèce
Synonymes
- Crotalus viridis oreganus Holbrook, 1840
- Crotalus helleri Meek, 1905
- Crotalus viridis helleri Meek, 1905
- Crotalus concolor Woodbury, 1929
- Crotalus viridis concolor Woodbury, 1929
- Crotalus confluentus abyssus Klauber, 1930
- Crotalus viridis abyssus Klauber, 1930
- Crotalus confluentus lutosus Klauber, 1930
- Crotalus viridis lutosus Klauber, 1930
- Crotalus viridis caliginis Klauber, 1949

Statut de conservation UICN

 LC  : Préoccupation mineure
Crotalus oreganus, Le Crotale de l'Ouest, est une espèce de serpents de la famille des Viperidae.

## Répartition
Cette espèce se rencontre :
- dans le sud-ouest du Canada ;
- aux États-Unis en Californie, dans l’État de Washington et au Montana.

Sa présence est incertaine dans l'Oregon.

## Description

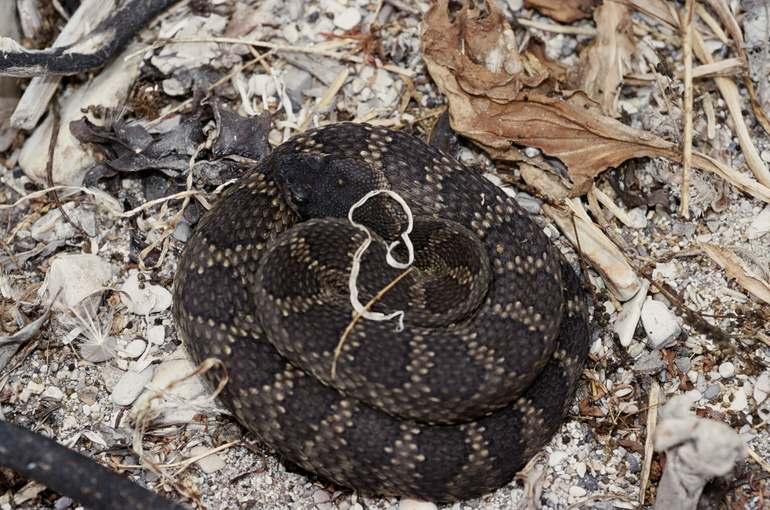
Crotalus oreganus oreganus

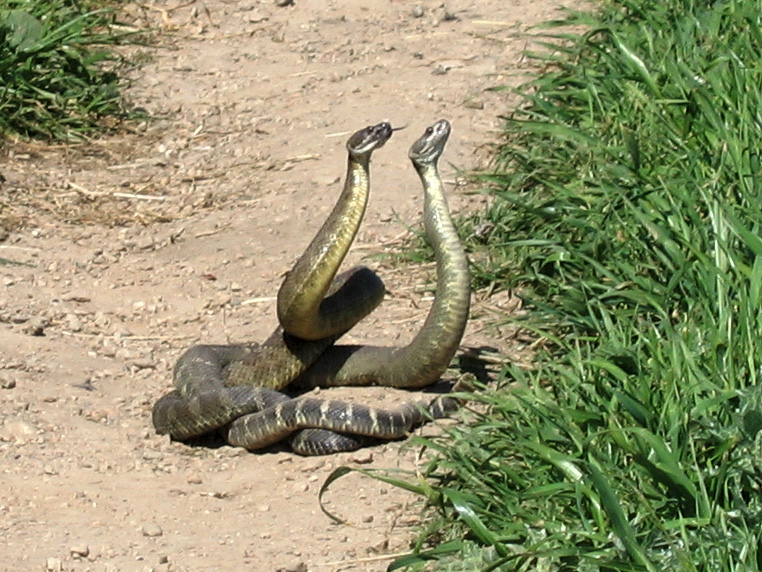

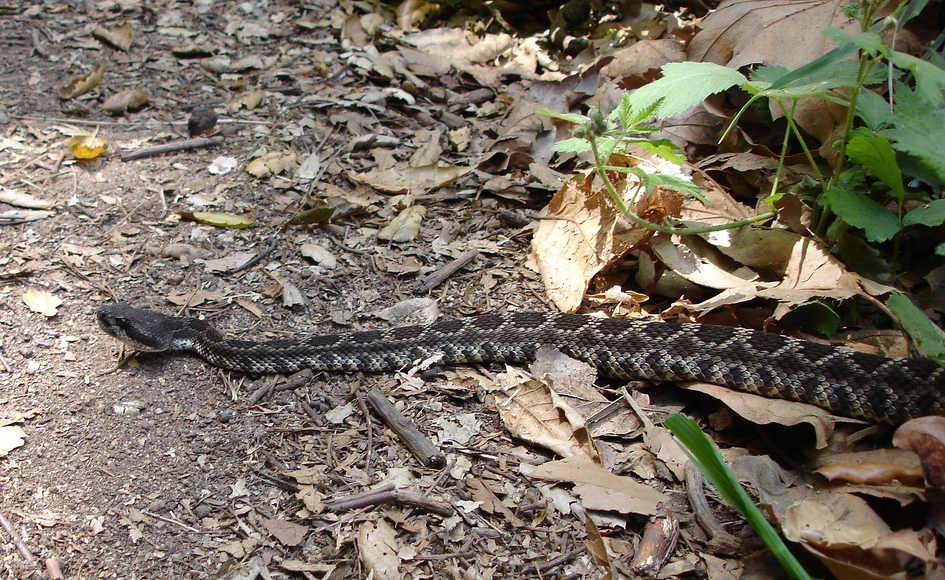

Ce serpent venimeux possède une longueur variable, en général un mètre, le record est de 156 cm.

## Liste des sous-espèces
Selon The Reptile Database (13 février 2014) :
- Crotalus oreganus abyssus Klauber, 1930
- Crotalus oreganus caliginis Klauber, 1949
- Crotalus oreganus concolor Woodbury, 1929
- Crotalus oreganus helleri Meek, 1905
- Crotalus oreganus lutosus Klauber, 1930
- Crotalus oreganus oreganus Holbrook, 1840

## Espèce en danger
Cette espèce est considérée comme en danger au Canada, de par la taille réduite de sa population, sa faible aire de répartition et son éclatement et également parce qu'elle a un rythme de reproduction assez bas.

Au niveau mondial toutefois cette espèce n'est pas considéré comme en danger par l'UICN.

## Publications originales
- Holbrook, 1840 : Descriptions of new genera and species of North American Frogs. North American herpetology, or, A description of the reptiles inhabiting the United States, vol. 4, p. 1–126 (texte intégral).
- Klauber, 1930 : New and renamed subspecies of Crotalus confluentus Say, with remarks on related species. Transactions of the San Diego Society of Natural History, vol. 6, no 3, p. 95-144 (texte intégral).
- Klauber, 1949 : Some new and revived subspecies of rattlesnakes. Transactions of the San Diego Society of Natural History, vol. 11, no 6, p. 61-116 (texte intégral).
- Meek, 1905 : An annotated list of a collection of reptiles from southern California and northern lower California. Fieldiana Zoology, vol. 7, no 1, p. 1-19 (texte intégral).
- Woodbury, 1929 : A new rattlesnake from Utah. Bulletin of the University of Utah, vol. 20, no 6, p. 2-4.